# بیوردام (ویرجینیای غربی)
بیوردام (به انگلیسی: Beaverdam) یک منطقهٔ مسکونی در ایالات متحده آمریکا است که در Wirt County واقع شده‌است.